# Obertonharmonik
Als Obertonharmonik oder Obertonmelodik bezeichnet man eine Art der Harmonik in der Musik. 
Obertöne sind Töne, die beim Spielen eines Grundtons mitklingen. Sie entsprechen einem Vielfachen der Frequenz des Grundtons. In der Obertonharmonik orientieren sich die Tonleitern nicht an mathematisch oder experimentell ermittelten Skalen, sondern an den Obertönen eines Grundtones. Melodien und Akkorde halten so ein relativ starres Schema ein. 

## Verbreitung
Die Obertonharmonik ist vor allem in traditionellen Musikstilen Asiens und Südamerikas verbreitet. Eine besondere Bedeutung hat sie in der traditionellen Musik der Andenländer (Andine Musik), die erst nach Eintreffen der Spanier im 15. Jahrhundert die Diatonik aufnahmen.
In der Neuen Musik haben Komponisten wie Georg Friedrich Haas (4. Streichquartett), Wolfgang von Schweinitz oder Esa-Pekka Salonen mit mikrotonalen Harmonien gearbeitet, die auf Obertonreihen basieren.